# 墨脱县
墨脱县（藏語：མེ་ཏོག་རྫོང་།，威利转写：me tog rdzong，藏语拼音：Mêdog Zong）是中华人民共和国西藏自治区林芝市下属的一个县，位于雅鲁藏布江大拐弯下游，喜马拉雅山脉南麓。常住总人口約2万人，該縣的部分區域屬於麥克馬洪線以南的藏南地區，被印度實際掌握，屬於印度的阿魯納恰爾邦，中國並未控制全境。

## 歷史
墨脫一帶古稱“白瑪崗”（藏語：པད་མ་སྒང，威利转写：pad ma sgang）或“博隅白马岗”（藏語：སྦས་ཡུལ་པད་མ་སྒང，威利转写：sbas yul pad ma sgang），意为“莲花秘境”。618年吐蕃控制了珞瑜地区，十八世紀前期，門巴族開始从门隅和主隅地区东遷入墨脫的珞巴族地區。清乾隆四十五年（1780年），八世达赖喇嘛强白嘉措派塔布地区达拉甘布寺的喇嘛甘布巴到白玛岗传教，建立了仁青崩寺。清光绪七年（1881年）波密土王在墨脫地東村設立地東宗，下设5措，因地東缺水，1919年將宗政府遷至墨脫村，並改地東宗為墨脫宗。1930年，噶厦政府擊敗波密土王，将格当地区分给松宗寺管辖，把帮辛地区分给倾多寺管辖，将墨脱地区分给色拉寺管辖，三寺各自建宗。1951年4月25日，中国人民解放军第18军将波密、珞瑜、工布三地区划属波密分工委管辖。1959年7月23日，墨脱县属塔工分工委所辖，同年8月27日，墨脱县委、县政府在米林县派区正式成立。1960年2月24日，塔工分工委改名林芝分工委，墨脱县属其管辖。1964年7月，墨脱县划归拉萨市管辖。1986年2月1日，墨脱县划归林芝地区管辖。1988年撤区并乡，共建立8个乡、59个行政村。1988年5月，成立达木珞巴民族乡。1999年，撤销墨脱乡，建立墨脱镇。2015年3月，撤销林芝地区，设立地级林芝市，墨脱县属林芝市辖县。

## 人口
2020年中华人民共和国第七次全国人口普查结果，墨脱县常住人口为14889人，其中男性8528人、女性6361人；0-14岁3386人、15-59岁10518、60岁及以上985人；门巴族7842人、汉族3376人、珞巴族1541人、藏族1883人、其他少数民族247人；城镇人口3318人、農村人口11571人。

## 地理
墨脱县土地總面積為31273.41平方公里，其中實際管轄的面積約6600平方公里，位于雅鲁藏布江大拐弯下游，喜马拉雅山脉南麓，东、西、北三面环山，雅鲁藏布江自北向南过境，县北部为岗日嘎布山脉，西部和西北部属喜马拉雅山脉高山地段，南部为雅鲁藏布江河谷地段。最高峰南迦巴瓦峰海拔7782米，由于高山冰雪融冻侵蚀和河流的切割，墨脱县绝大部分山地的切割深度多在兩千米以上。由于地势高差大，山地出现明显的气候垂直变化，墨脱县常年日照时数1500.7小时，河谷地带年平均气温18°C-22°C，7月平均气温25°C-28°C，1月平均气温12°C-16°C，全年无霜或偶有轻霜，年降水量2000-3000毫米。有中国国家一级重点保护野生植物3种，二级重点保护野生植物10种；中国国家一级重点保护野生动物17种，二级重点保护野生动物42种。

## 行政区划
墨脱县下辖1镇6乡1民族乡，共45个行政村：
- 墨脱镇下辖：墨脱村、亚东村、亚让村、米日村、玛迪村、巴日村、朗杰岗村。
- 德兴乡下辖：巴登则村、易贡白村、那尔东村、荷扎村、德兴村、文朗村、德果村。
- 背崩乡下辖：背崩村、阿苍村、巴登村、波东村、西让村、地东村、格林村、德尔贡村、江新村。
- 达木珞巴民族乡下辖：达木村、卡布村、珠村、贡日村。
- 格当乡下辖：格当村、布龙村、占根卡村、桑珍卡村、德吉村、多龙岗村。
- 帮辛乡下辖：帮辛村、根登村、帮果村、肯肯村、西登村、宗荣村。
- 加热萨乡下辖：更帮村、曾求村、达昂村、加热萨村、拉贡村。
- 甘登乡下辖：甘登村。

## 社會
2022年全县生产总值7.92亿元，全社会固定资产投资10.66亿元，社会消费品零售总额6789.5万元，一般公共财政预算收入6810万元，城鎮居民人均可支配收入43433元，農村居民人均可支配收入17035元。
墨脱县耕地主要有水田和旱地两种，其中水田面积4755.2亩，旱地面积32905.3亩，牧草地主要是天然草地，其中夏秋放牧草地4479.3亩，非季节性放牧草地122530.5亩，临时性放牧草地109739.6亩，占牧草地的46.35%。主要农作物有水稻、旱稻、油菜、玉米、青稞、鸡爪谷、黄豆、花生、马铃薯、甘蔗等，经济林木主要有苹果、柑橘、香蕉、芭蕉、柠檬、无花果等，工业以传统手工业中的藤编、竹织及石器加工为主。墨脱县是西藏自治區最後一個通公路的縣，1994年第一条泥土公路修成，但部分路段旋即毁于大面积塌方和泥石流，2013年扎墨公路建成通车，結束了墨脫縣不通公路的歷史。截至2019年，墨脱县公路总里程524.23公里，其中县道117公里、乡道130.11公里、村道277.12公里。